# Distichophyllum malayense
Distichophyllum malayense là một loài Rêu trong họ Hookeriaceae. Loài này được Damanhuri & Mohamed mô tả khoa học đầu tiên năm 1986.